# Агацци, Лукас
Лукас Агацци Галеано (исп. Lucas Agazzi Galeano; род. 2 мая 2005, Монтевидео) — уругвайский футболист, полузащитник клуба «Дефенсор Спортинг».

## Клубная карьера
Агацци — воспитанник клуба «Дефенсор Спортинг». 7 февраля 2023 году в матче против «Феникса» он дебютировал в уругвайской Примере. 30 апреля в поединке против «Ривер Плейт» Лукас забил свой первый гол за «Дефенсор Спортинг».

## Международная карьера
В 2025 году Агацци в составе молодёжной сборной Уругвая принял участие в молодёжном чемпионате Южной Америки в Венесуэле. На турнире он сыграл в матчах против команд Бразилии, Перу, Венесуэлы, Аргентины, Колумбии, а также дважды Парагвая и Чили.